# Karl-Jaspers-Haus
Das Karl-Jaspers-Haus in Oldenburg ist Sitz der Karl-Jaspers-Gesellschaft und beherbergt die hinterlassenen Bestände der Privatbibliothek des deutschen Psychiaters und Philosophen Karl Jaspers.

## Geschichte
Das heutige Karl-Jaspers-Haus selbst weist keinen historischen Bezug zu Jaspers auf, sieht man davon ab, dass es im Oldenburger Dobbenviertel liegt, in dem dieser seine Kindheit und Jugend verbracht hat. Geboren wurde Jaspers 1883 in der Moltkestraße 19 in Oldenburg, 1892 zog die Familie dann in die Bismarckstraße 12, von 1892 bis 1901 besuchte Jaspers das Großherzogliche Gymnasium.
Der Ziegeleibesitzer Carl Julius Dinklage hatte das Gebäude erst 1912 errichten lassen, 1939 ging es in den Besitz des Oldenburgischen Staats über, ehe es Eigentum von Georg Joel wurde, dem nationalsozialistischen Ministerpräsidenten des Freistaats Oldenburg, der darin bis Kriegsende mit seiner Familie lebte. Anschließend wurde das Haus von den Engländern genutzt, dann von der Landesverwaltung und schließlich vom Studieninstitut für die Lehrerausbildung, ehe es leerstand. Zuletzt wurde es von der EWE angekauft und saniert, um darin die Jaspers-Bibliothek unterbringen zu können. Am 7. September 2013 konnte das Karl-Jaspers-Haus in seiner heutigen Form eröffnet werden.

## Bibliothek
Im Karl-Jaspers-Haus wird Jaspers’ 12.673 Bände umfassende Arbeitsbibliothek aufbewahrt, die durch dessen letzten Assistenten, Hans Saner, vollständig erhalten geblieben ist. Dieser hatte sie 1974 geerbt. 2009 konnte sie dann für 300.000 Euro durch die Universitätsbibliothek Oldenburg und die Stiftung Niedersachsen erworben werden. Hier wird sie heute für die Wissenschaft zugänglich gemacht. Von besonderem ideengeschichtlichen Interesse sind dabei die zahlreichen Anstreichungen, Marginalien und Einlagen, die Jaspers in seinen Büchern hinterlassen hat.

## Veranstaltungen
Das Karl-Jaspers-Haus ist zugleich Sitz der Karl-Jaspers-Gesellschaft. Es ist das selbsterklärte „Anliegen der Jaspers-Gesellschaft, über Vorträge, Lesungen und Ausstellungen im Jaspers-Haus verschiedenste Denkanstöße in die Oldenburger Gesellschaft zu tragen.“ Entsprechend öffnet sie das Haus regelmäßig auch für die interessierte Öffentlichkeit und lädt unter anderem zu Vorträgen und Lesungen ein.
Außerdem vergibt die Jaspers-Gesellschaft Fellowships zur Forschung in der Jaspers-Bibliothek. Die Gastwissenschaftler können für die Dauer ihres Aufenthalts in zwei Wohnungen innerhalb des Jaspers-Hauses unterkommen.